# Wolfgang Pfoser-Almer

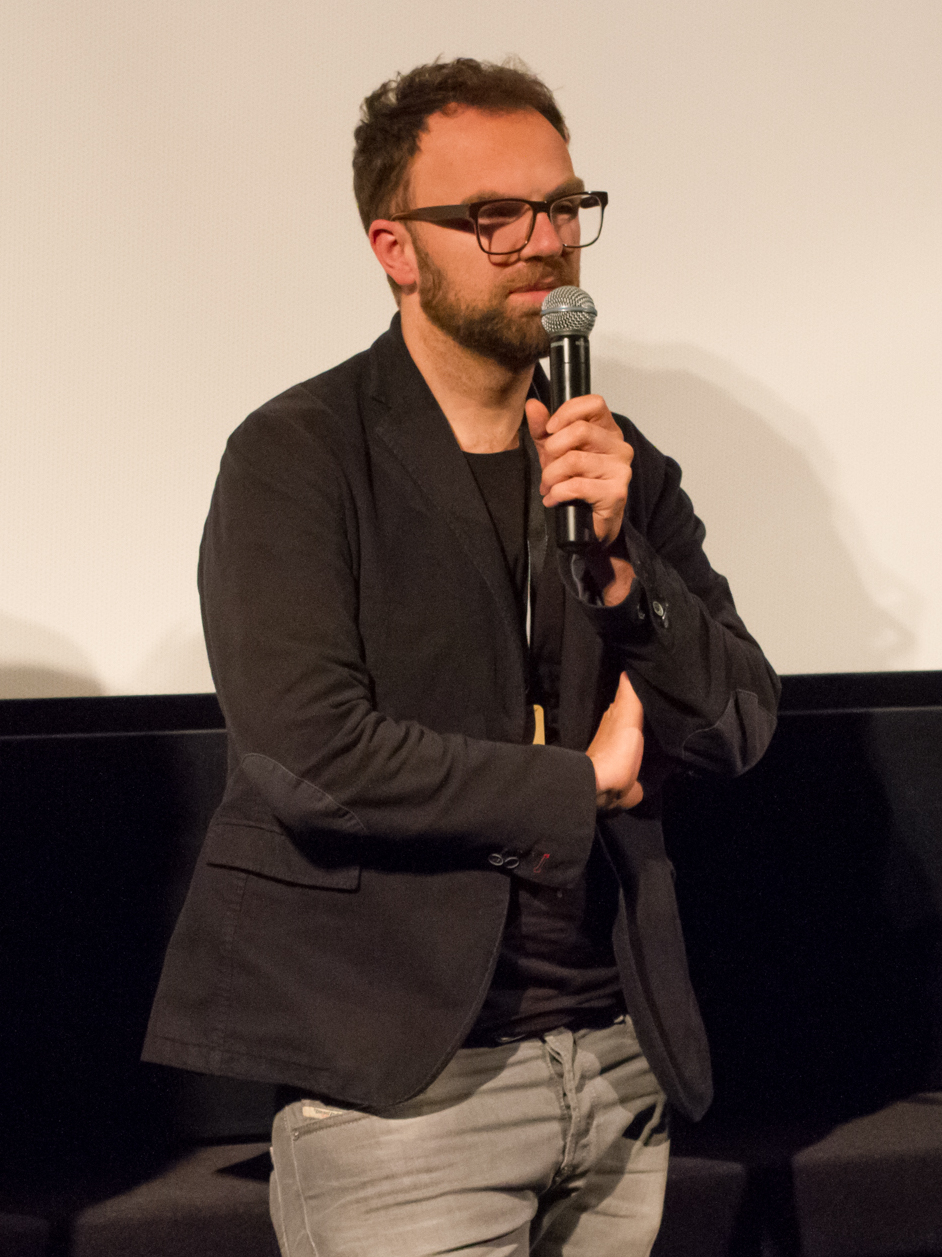
Wolfgang Pfoser-Almer

Wolfgang Pfoser-Almer (* 18. September 1975 in Kirchdorf an der Krems als Wolfgang Almer) ist ein österreichischer Filmemacher und Kulturmanager.

## Leben
Wolfgang Pfoser-Almer wuchs in Wartberg an der Krems auf. 1996–2002 studierte er Betriebswirtschaftslehre an der Universität Linz. Von 2006 bis 2008 absolvierte er ein Masterstudium für Film- und TV-Produktion an der Donau-Universität Krems. Seit seiner Heirat 2016 trägt er den Namen Pfoser-Almer. Er lebt in Wien.

## Wirken
1998 gründete er mit einem Freund in Linz einen Online-Plattenshop für Musikliebhaber, den er bis 2004 betrieb. 2001 gründete er popfakes, eine Künstlervermittlung für ungewöhnliche Popmusik. popfakes wurde 2011 eingestellt. 2009 wurde Pfoser-Almer Künstlerischer Leiter beim Linzfest, einem Open-Air-Musikfestival. Diese Position behielt Pfoser-Almer bis 2016 inne.
Beim Filmprojekt Late Blossom Blues übernahm Pfoser-Almer Produktion und Regie. Der Film ist ein Porträt des US-amerikanischen Musiker Leo „Bud“ Welch, der 2017 erschien. Eigens dafür gründete er die Filmproduktionsfirma Let’s Make This Happen.

## Auszeichnungen
- 2017: Honorable Jury Mention (Noida International Film Festival)
- 2017: Audience Award (Naples International Film Festival)
- 2017: Best Music Documentary (NEO International Film Festival)